# Zeitungsviertel
Als Zeitungsviertel bezeichnet man einen Teil der südlichen Friedrichstadt in Berlin, in dem über 500 Betriebe des grafischen Gewerbes, Druckereien und Verlagshäuser ihren Sitz hatten. Das Kerngebiet lag zwischen der Leipziger Straße im Norden, der Wilhelmstraße im Westen, der Axel-Springer- und Lindenstraße im Osten sowie dem Mehringplatz im Süden.

## Geschichte des Zeitungsviertels
Das Zeitungsviertel entstand Ende des 19. Jahrhunderts im Zuge der Industrialisierung der Druckbranche. 1867 gründete Rudolf Mosse hier die Annoncen-Expedition Rudolf Mosse und produzierte ab 1872 das Berliner Tageblatt, ab 1889 die Berliner Morgen-Zeitung sowie ab 1904 die Berliner Volks-Zeitung. Schon 1877 folgte der Ullstein Verlag mit der Berliner Zeitung, die im eigens dafür angelegten Ullstein-Komplex gedruckt wurde. Weitere Ullstein-Zeitungen waren zum Beispiel die Berliner Morgenpost oder die B.Z. am Mittag. 1883 legte August Scherl eine Zeitschrift mit Anzeigen- und Stellenmarkt, den Berliner Lokal-Anzeiger auf. Damit wuchs das Viertel um die Jahrhundertwende zum weltweit größten Zeitungsviertel. 1879 wurde die damalige Reichsdruckerei gegründet; sie zog in Liegenschaften am Rande des Zeitungsviertels. Heute hat hier die Bundesdruckerei in der Kommandantenstraße ihren Sitz. Das Viertel wurde 1919 als einer der Hauptschauplätze des Spartakusaufstandes bekannt.
Im Zweiten Weltkrieg wurde das Gebiet durch einen alliierten Luftangriff am 3. Februar 1945 stark zerstört. Durch den Bau der Berliner Mauer änderte sich die Situation grundlegend: So wurde beispielsweise in der Schützenstraße (nunmehr im Ostteil Berlins) die Druckerei des Druckhauses Berlin-Mitte in einen volkseigenen Betrieb, den VEB Industriedruck umgewandelt. Das Gebiet rückte erneut in das Interesse der Druckindustrie, als 1967 Axel Springer den Hauptsitz seines Unternehmens von Hamburg nach Berlin verlegte. Er errichtete in unmittelbarer Nähe zur Mauer das nach ihm benannte Axel-Springer-Hochhaus. 1989 bezog die tageszeitung in der Kochstraße (heute: Rudi-Dutschke-Straße 23) – und damit in direkter Nähe zum Springer-Konzern – ein Gebäude, das zuvor von Filmschaffenden genutzt wurde. 1993 wurde die Druckerei des Axel-Springer-Verlages nach Spandau ausgelagert. Anstelle der einstmals denkmalgeschützten Druckhalle entstand die Axel-Springer-Passage.
Der Ursprung des Zeitungsviertels – das Mossehaus – befindet sich aktuell noch an der Ecke Schützen- und Jerusalemer Straße mit der von Erich Mendelsohn in den 1920er Jahren entworfenen Architektur. Das Gebäude ist heute denkmalgeschützt und war von 2006 bis 2023 unter anderem Sitz des Leibniz-Zentrums für Literatur- und Kulturforschung Berlin. In diesem Gebäude befand sich bis 2013 mit dem Druckhaus Berlin-Mitte eine der größten Druckereien der Stadt.

## Heutige Nutzung
Von den Verlagsgebäuden ist heute nur noch das Axel-Springer-Hochhaus mit der Axel-Springer-Passage vorhanden. An der Stelle des Ullstein-Komplexes befindet sich heute das GSW-Hochhaus der GSW Immobilien. An den Ullstein-Verlag erinnert sein Markenzeichen, eine Eule, die vor der Axel-Springer-Passage neben dem Denkmal Väter der Einheit aufgestellt wurde. Wo vor dem Zweiten Weltkrieg kleine Stein- und Buchdruckereien sowie Zeitschriftenverlage ihren Sitz hatten, befindet sich heute ein Geschäftsquartier am Markgrafenpark. Die Gebäude in der Lindenstraße wurden völlig zerstört und im Zuge der Internationalen Bauausstellung 1984 entwickelt. Hier entstanden Wohnungen im sozialen Wohnungsbau. In unmittelbarer Nähe befindet sich noch heute das Kreuzberghaus zum Alten Fritz, ein Hochhaus aus den 1960er Jahren. Es ist nach einer gleichnamigen Gaststätte benannt, die sich in der Zimmerstraße befand. Nach dem Fall der Mauer lag das einst abgelegene Viertel nun wieder mitten in der Stadt. 2000 zog der Bundesverband Deutscher Zeitungsverleger in einen eigens dafür errichteten Neubau in die Markgrafenstraße. 2010 nahm die Zentralredaktion der Deutschen Presse-Agentur ihre Arbeit im Zeitungsviertel auf.

## Initiative Berliner Zeitungsviertel e.V.
Im September 2007 gründete eine Reihe Berliner Publizisten, Journalisten und Wissenschaftler die Initiative Berliner Zeitungsviertel. Sie hat sich zum Ziel gesetzt, „die Geschichte und Gegenwart des Berliner Zeitungsviertels durch eine multimediale Ausstellung im Stadtraum auf attraktive und spannende Weise sichtbar zu machen.“

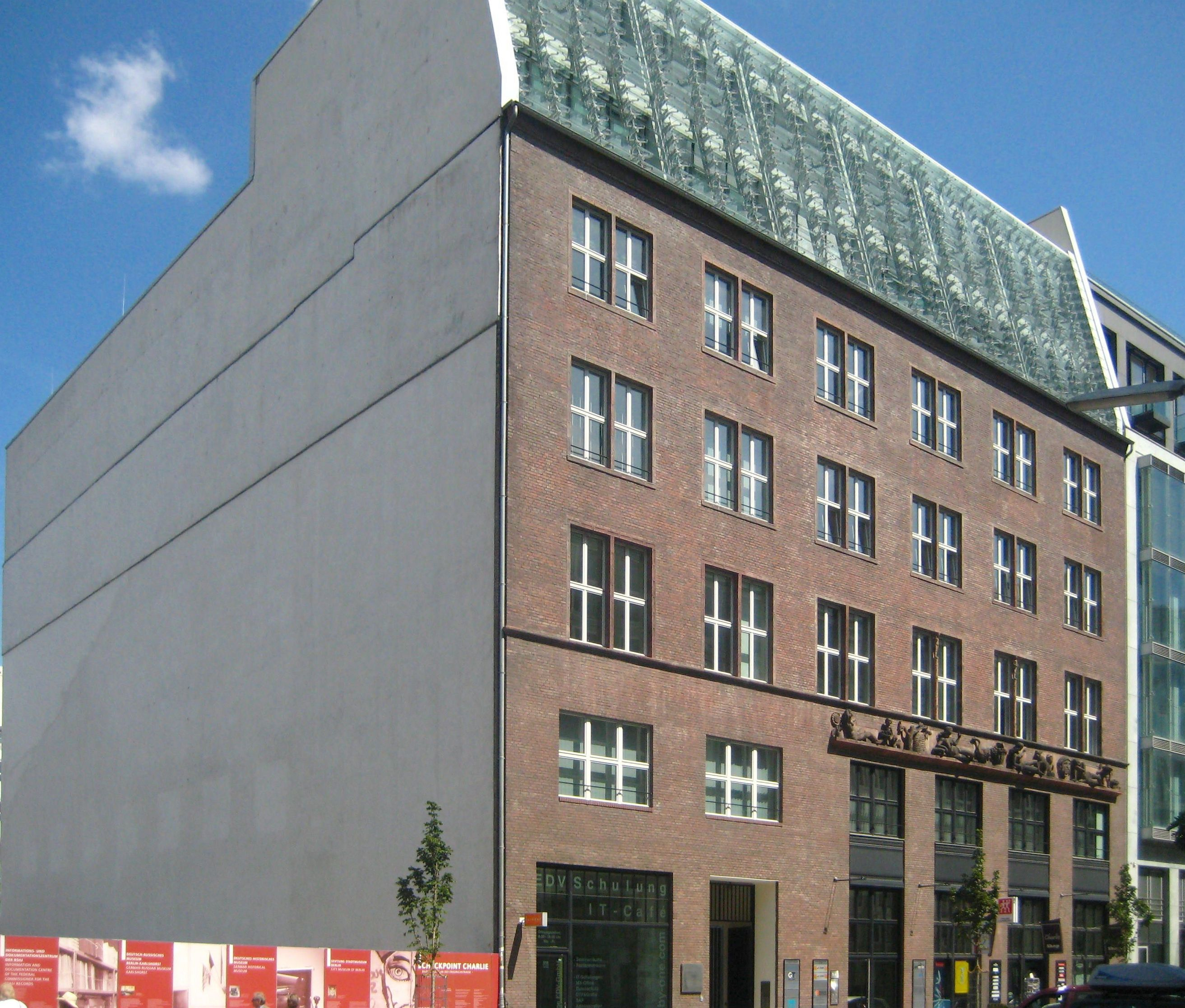
Alfandary-Haus in der Zimmerstraße
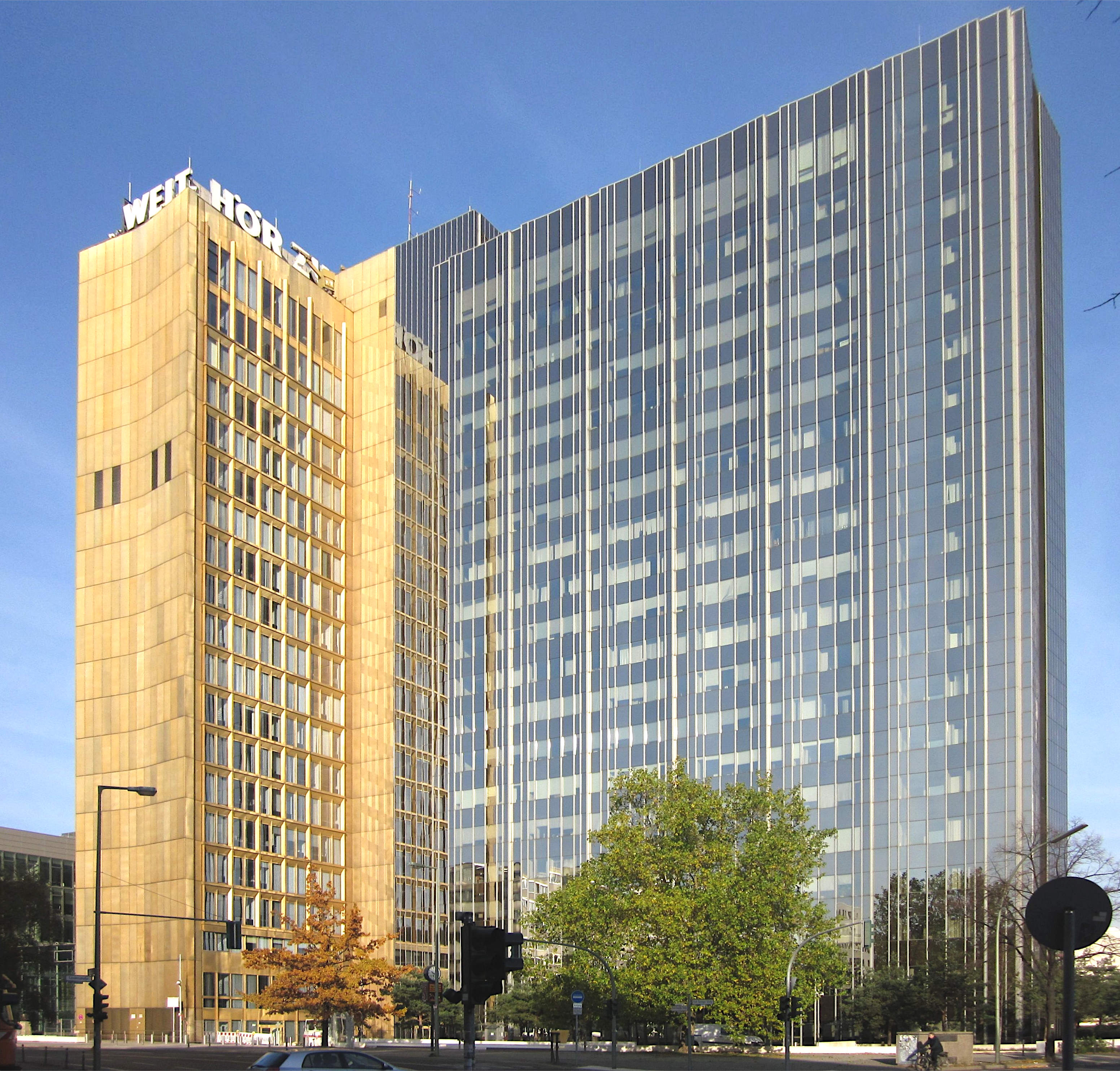
Axel-Springer-Hochhaus
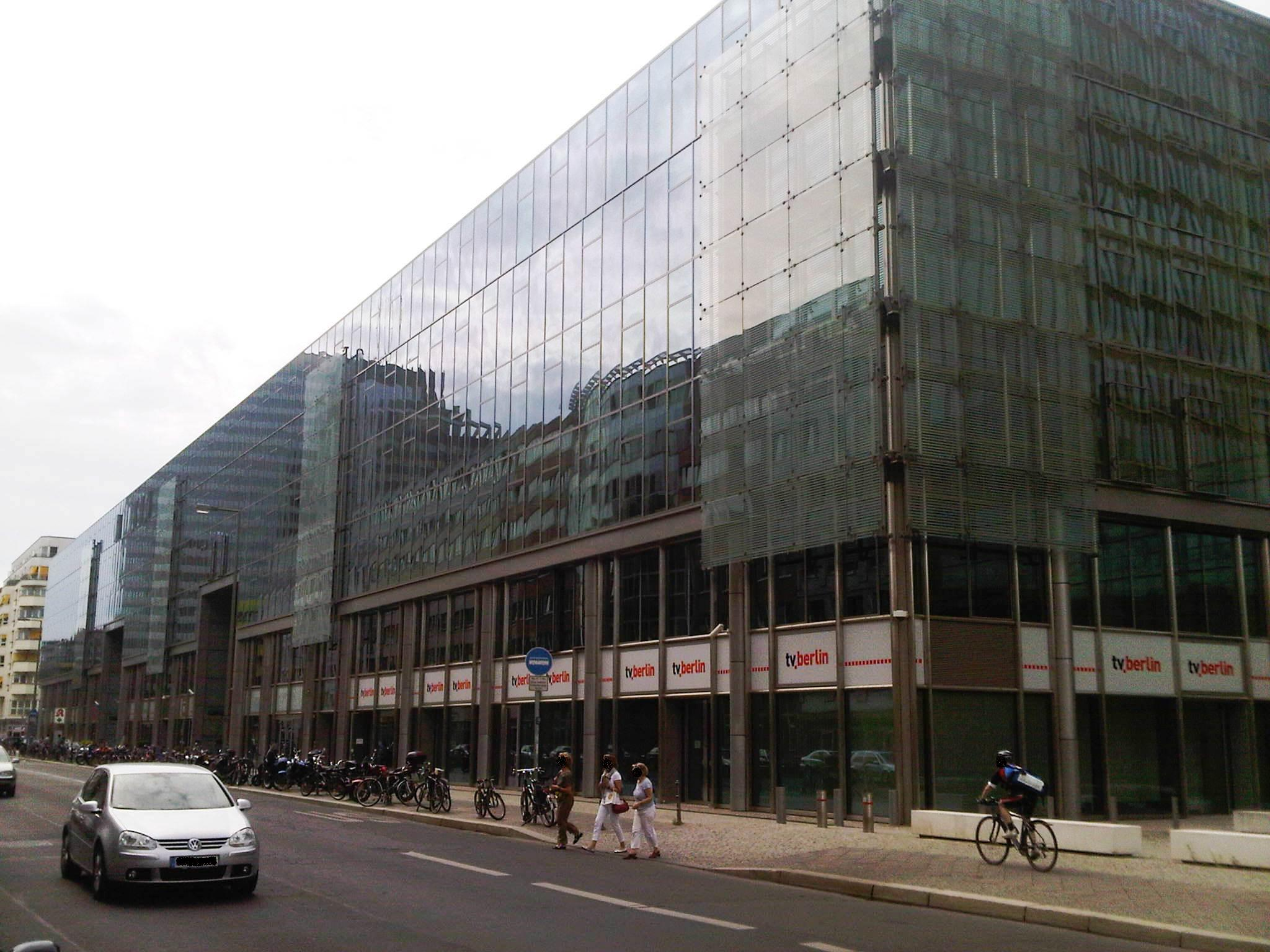
Axel-Springer-Passage
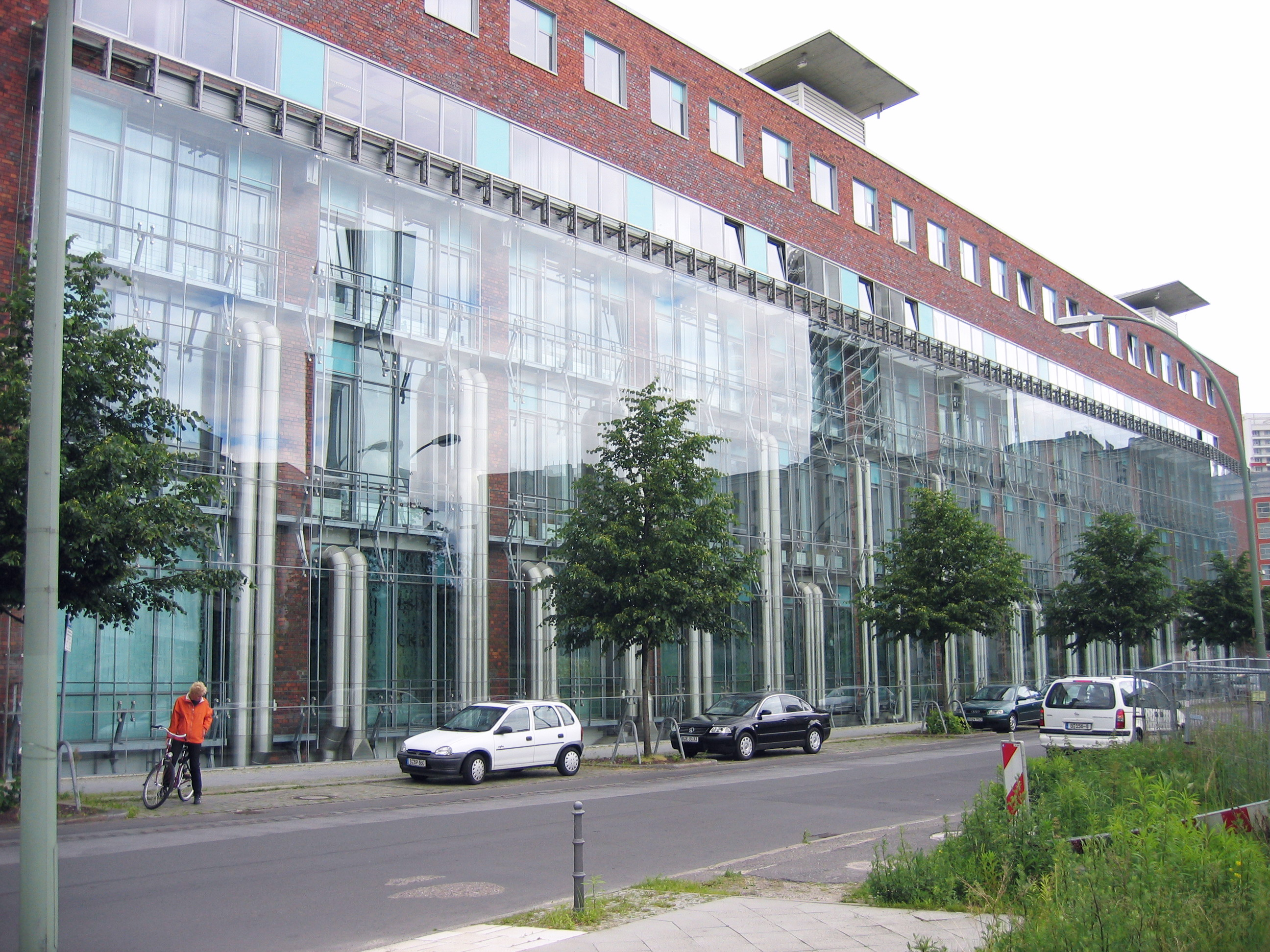
Die am Rande des Zeitungsviertels gelegene Bundesdruckerei in der Kommandantenstraße
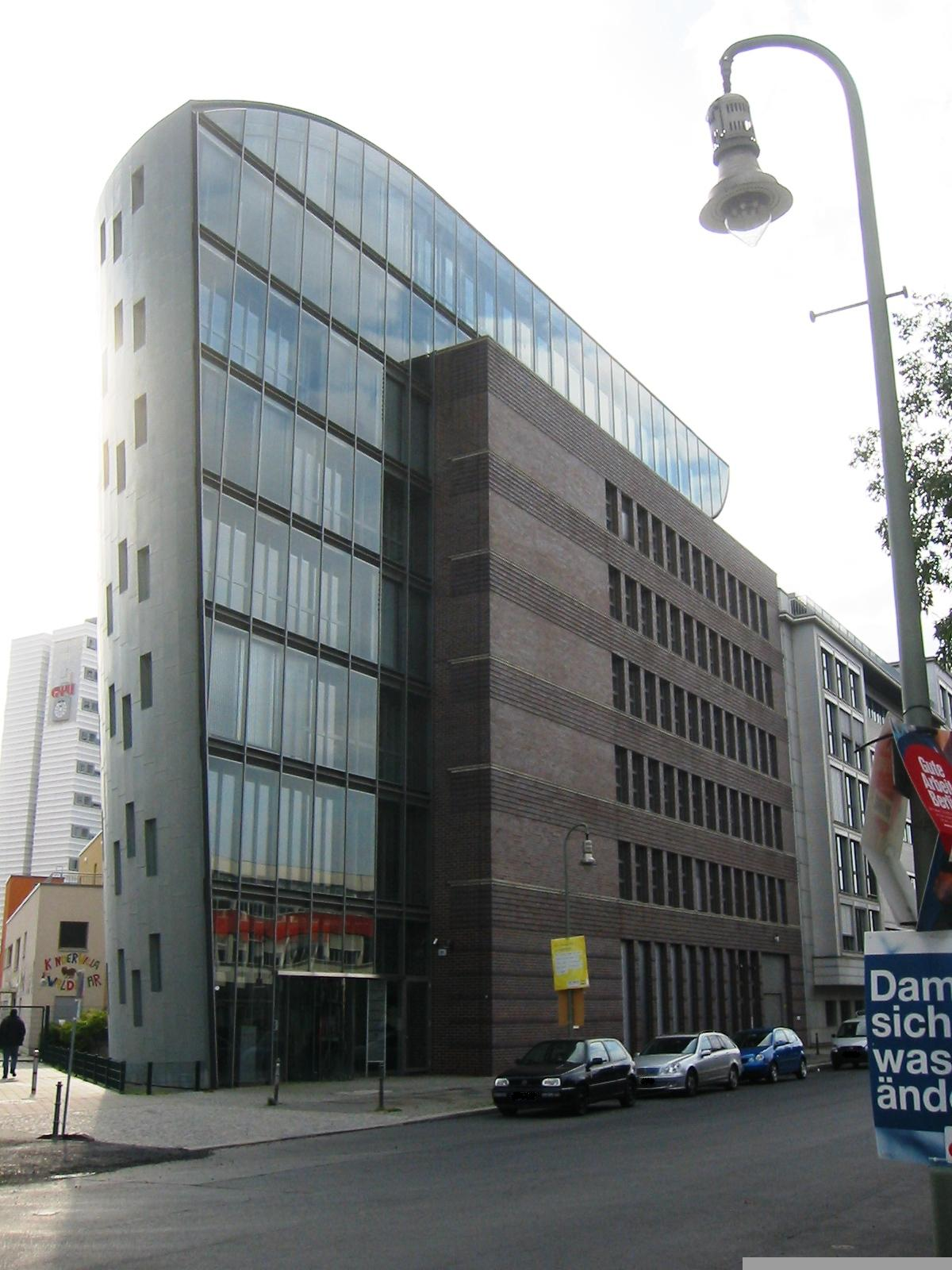
Bundesverband Deutscher Zeitungsverleger e. V. in der Markgrafenstraße
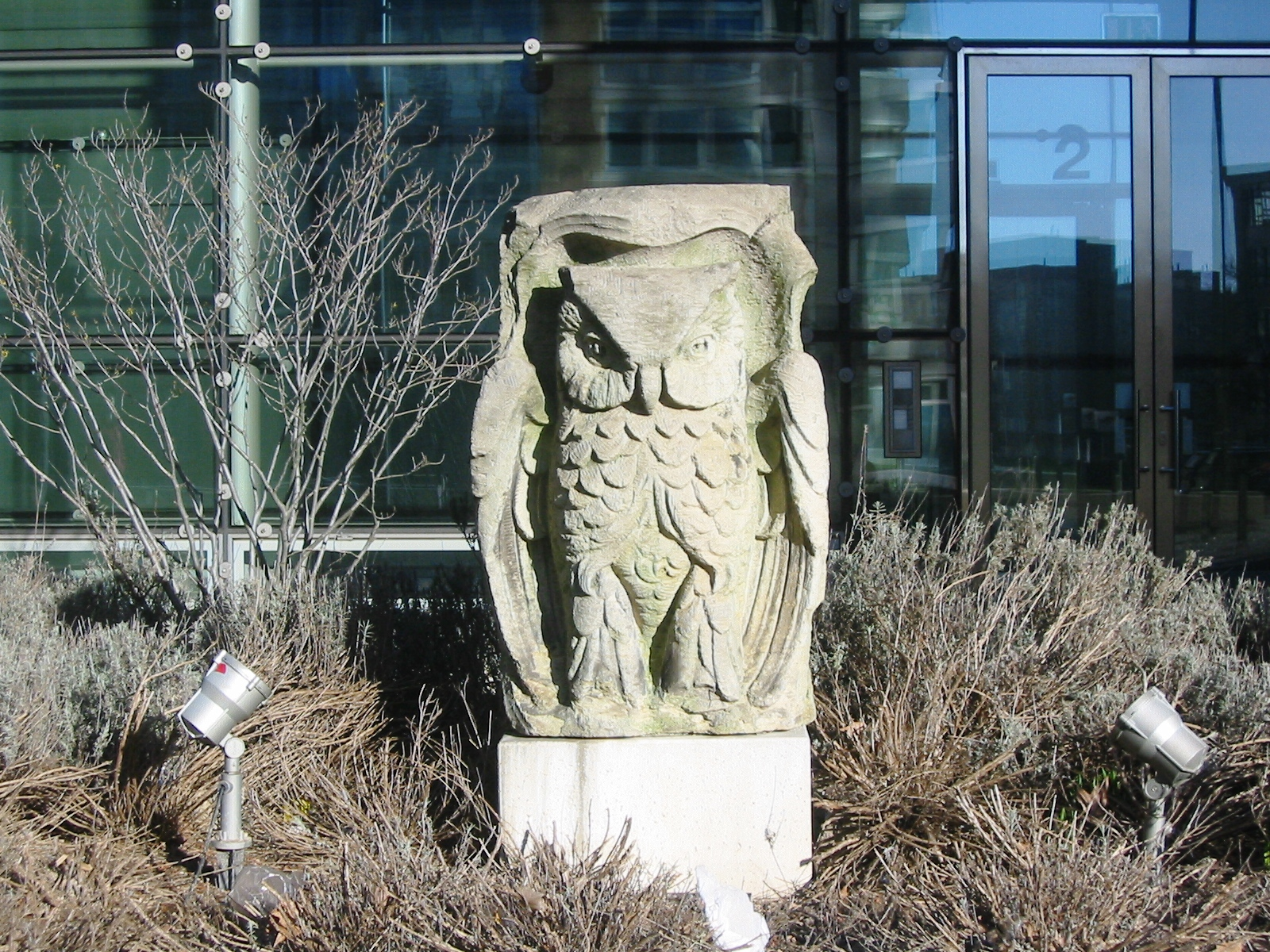
Die Eule des Ullstein Verlags vor dem Axel-Springer-Hochhaus
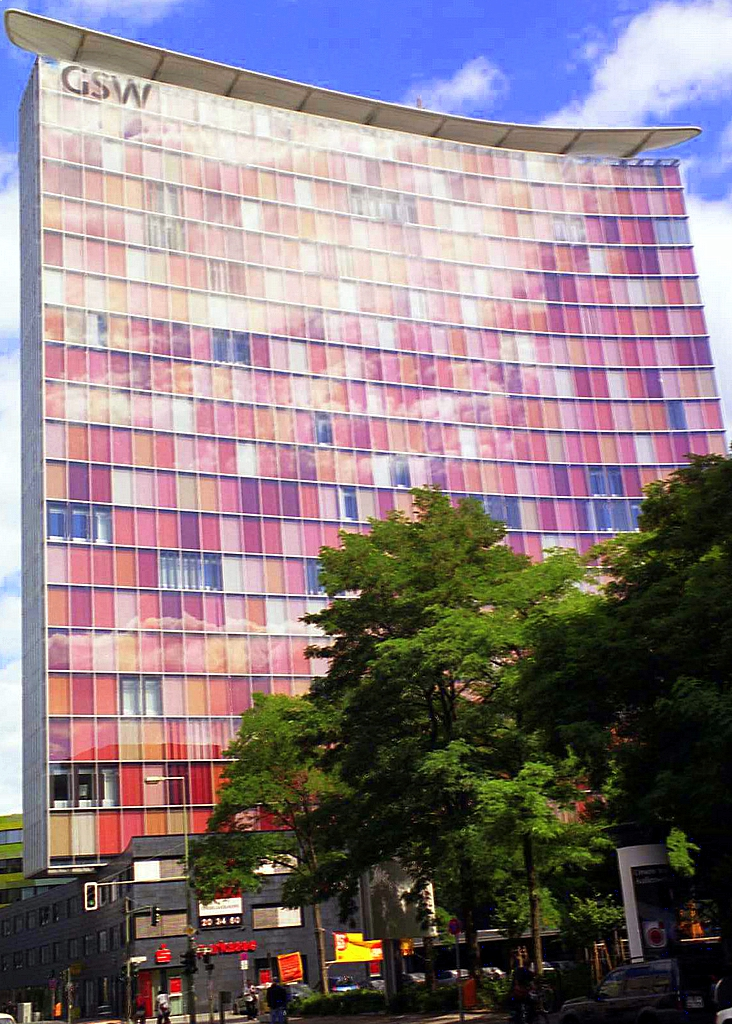
GSW-Hochhaus
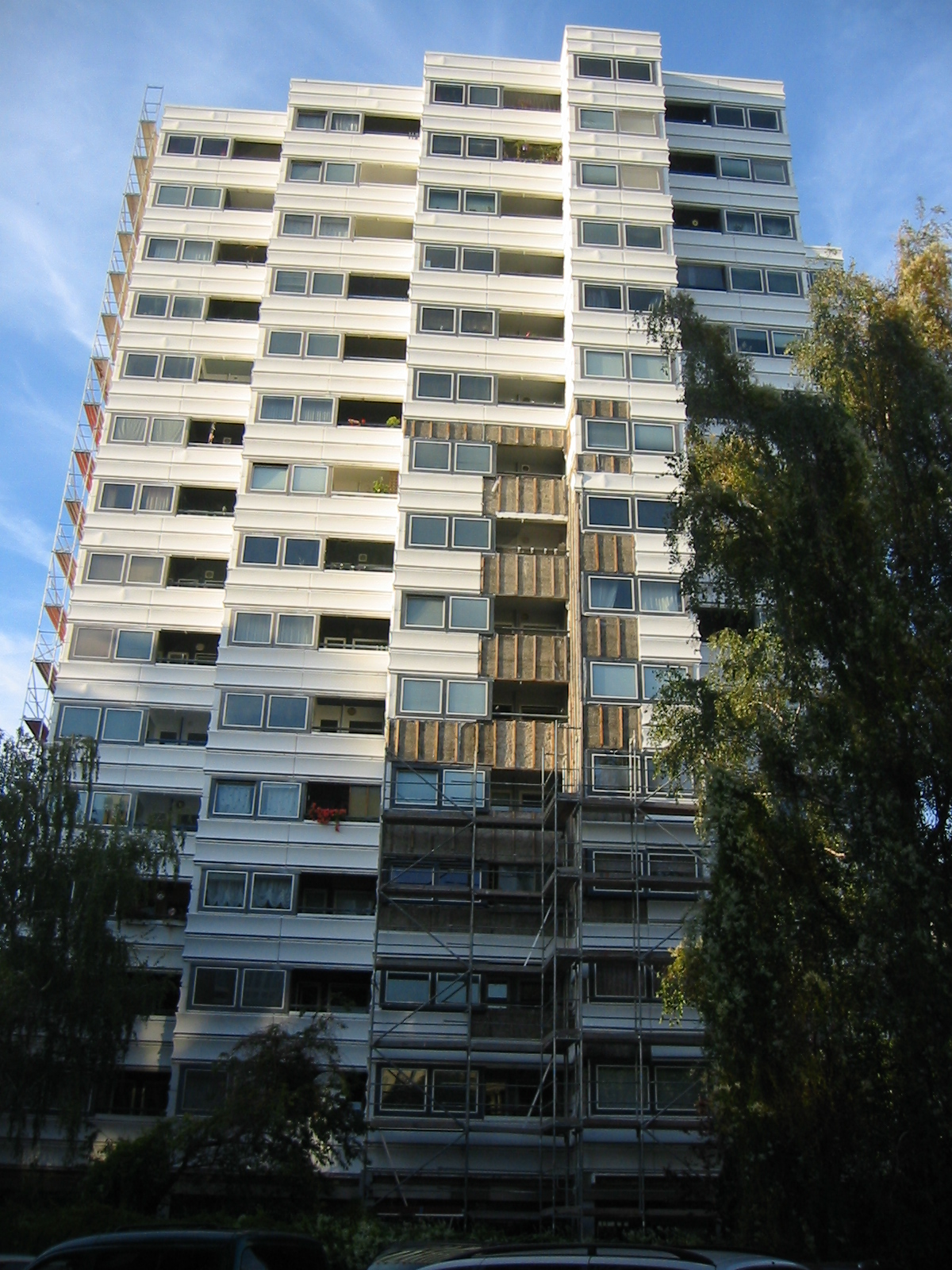
Kreuzberghaus Zum Alten Fritz in der Lindenstraße
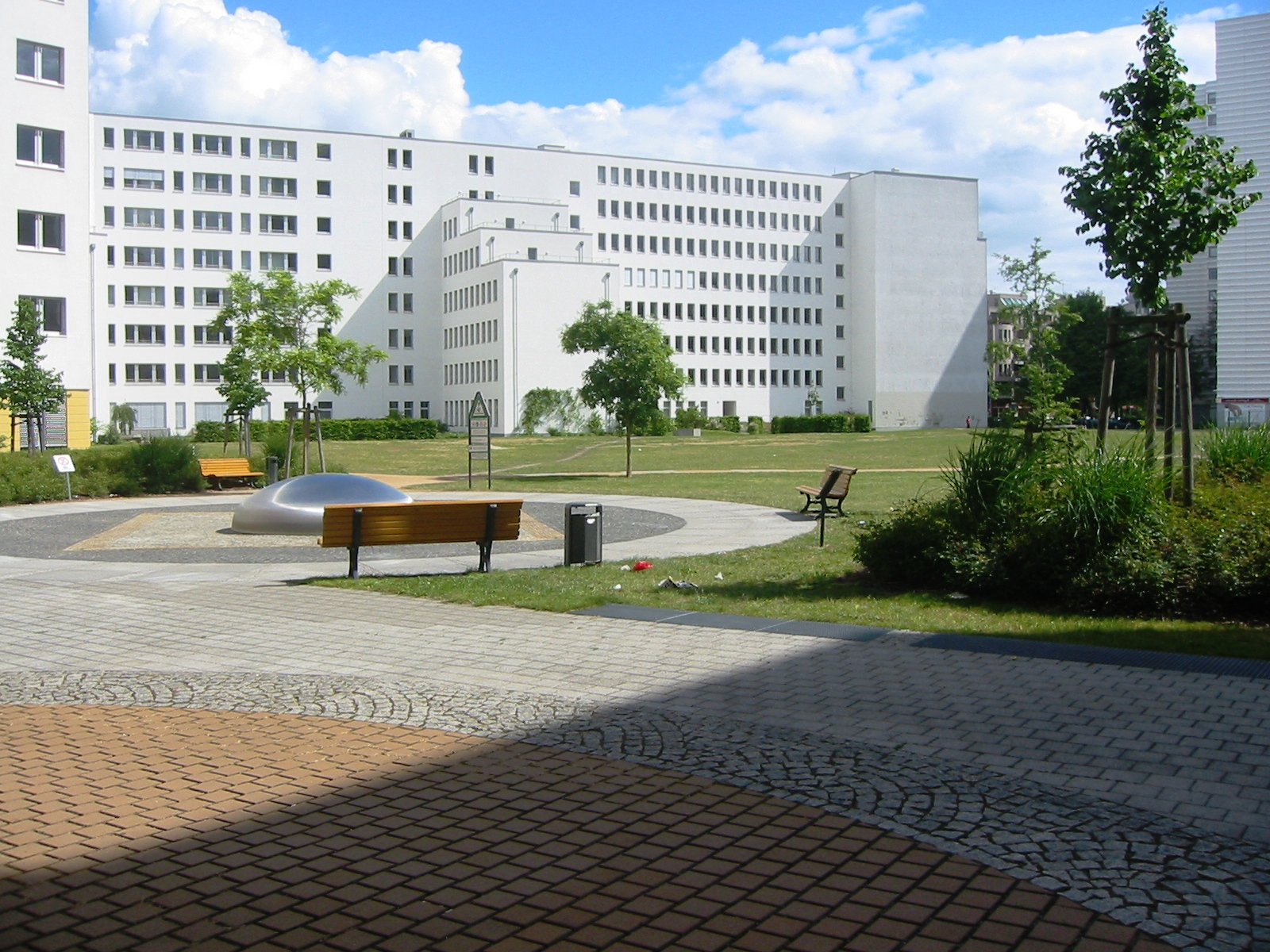
Markgrafenpark in der Lindenstraße
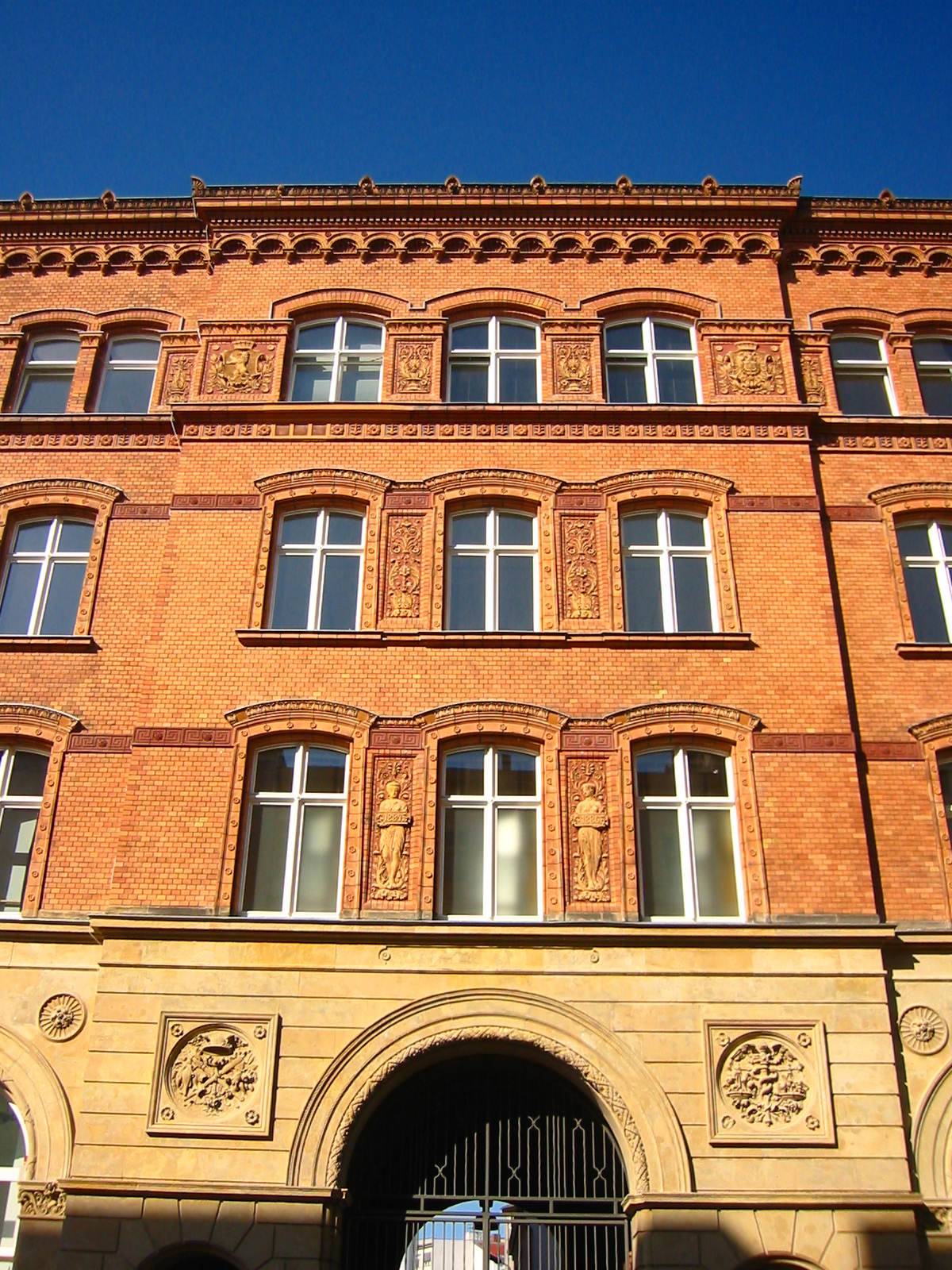
Markthalle III in der Zimmerstraße, hier wurden der Völkische Beobachter und das SED-Parteiorgan Neues Deutschland gedruckt
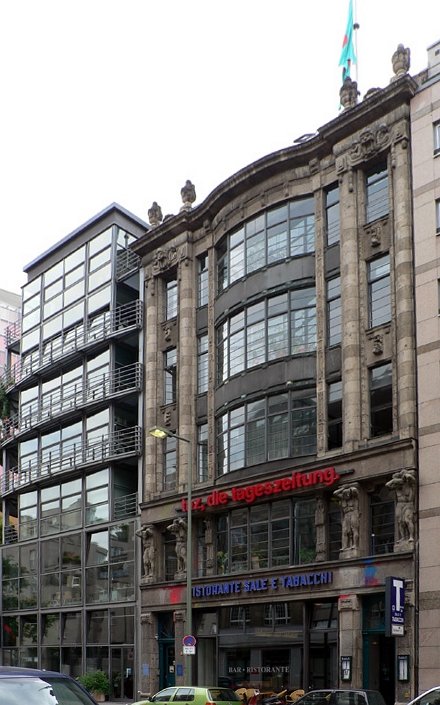
Ehemaliger Sitz der taz in der Rudi-Dutschke-Straße